# ジュノ・ディアズ
ジュノ・ディアス（Junot Díaz、1968年12月31日 – ）は、ドミニカ共和国生まれのアメリカ合衆国の小説家である。マサチューセッツ工科大学教授。

## 経歴
1968年ドミニカ共和国生まれ。6歳のときに家族で渡米。父親が失踪、兄は白血病を患い、窮乏状態の中で育つ。
ラトガーズ大学、コーネル大学大学院で文学と創作を学び、デビュー短篇集『ハイウェイとゴミ溜め』（1996）で高い評価を受ける。
初長篇『オスカー・ワオの短く凄まじい人生』（2007）は全米批評家協会賞およびピュリツァー賞を受賞。2012年には「天才奨学金」として知られるマッカーサー奨学金を得る。
現在、マサチューセッツ工科大学創作科で教鞭を執る一方、ピュリツァー賞選考委員も務める。

## 受賞歴
- 全米批評家協会賞 2007年 （The Brief Wondrous Life of Oscar Wao（『オスカー・ワオの短く凄まじい人生』）に対して）
- ピューリッツァー賞 フィクション部門 2008年 （The Brief Wondrous Life of Oscar Waoに対して）
- オー・ヘンリー賞 2009年（Wildwoodに対して）

## 邦訳作品

### 単行本
- 『ハイウェイとゴミ溜め』Crest books、江口研一訳、新潮社、新潮クレスト・ブックス、1998年
- 『オスカー・ワオの短く凄まじい人生』Crest books、都甲幸治、久保尚美共訳、新潮社、新潮クレスト・ブックス、2011年
- 『こうしてお前は彼女にフラれる』Crest books、都甲幸治、久保尚美共訳、新潮社、新潮クレスト・ブックス、2013年
- 『わたしの島をさがして』汐文社、2018年9月

### 短篇
- 「モンストロ」都甲幸治、久保尚美共訳（『生き延びるための世界文学―21世紀の24冊―』都甲幸治、新潮社、2013年に所収）

## 主な作品

### 小説
- en:The Brief Wondrous Life of Oscar Wao（『オスカー・ワオの短く凄まじい人生』） 2007

### 短編
- "Ysrael" (1995)
- "How To Date A Browngirl, Blackgirl, Whitegirl, or Halfie" (1995)
- "Drown"（『ハイウェイとゴミ溜め』） (1996)
- "Fiesta 1980" (1996)
- Drown (1996)
- "The Sun, The Moon, The Stars" (1998)
- "Invierno" (1998)
- "Otravida, Otravez" (1999)
- "Flaca" (1999)
- "Nilda" (1999)
- "The Brief Wondrous Life of Oscar Wao"（『オスカー・ワオの短く凄まじい人生』） (2000)
- "Wildwood" (2007)
- "Alma" (2007)
- "The Pura Principle" (2010)
- "Monstro" (2012)

### エッセイ
- "Homecoming, with Turtle" (2004)
- "He'll Take El Alto" (2007)
- "Summer Love, Overheated" (2008)
- "One Year: Storyteller-in-Chief" (2010)